# Gérard Mahieu
Gérard Mahieu (né le 6 janvier 1941 à Paris) est un athlète français, spécialiste du saut en longueur.

## Biographie
Il est sacré champion de France du saut en longueur en 1963 à Colombes.
Son record personnel au saut en longueur est de 7,57 m, établi en 1968.